# Protestas en Eslovaquia de 2025
Las protestas en Eslovaquia de 2025 fueron un conjunto de manifestaciones de índole europeísta y antirrusas a nivel nacional en contra del gobierno de Robert Fico que estallaron el 4 de enero de 2025.

## Antecedentes

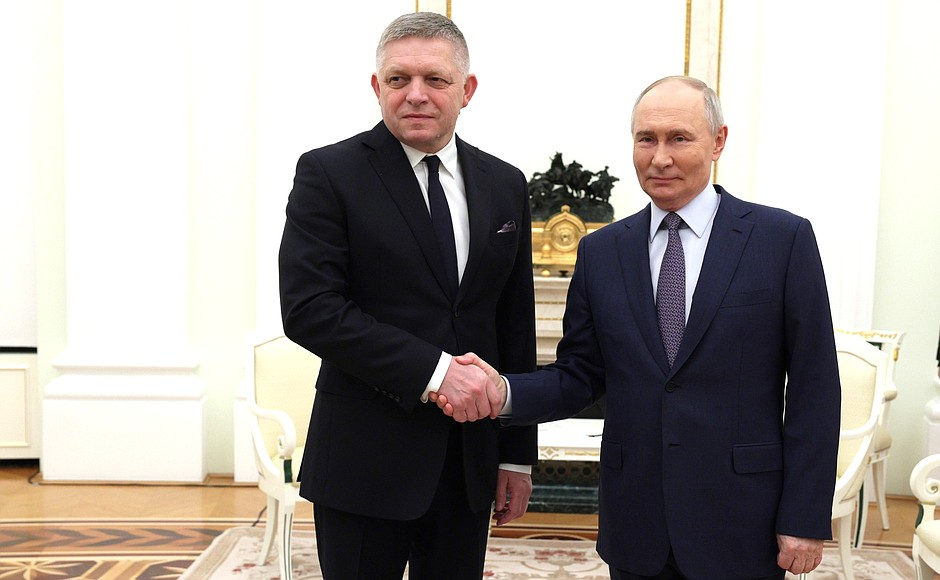
Robert Fico junto a Vladímir Putin, durante su reunión con el Presidente ruso en Moscú el 22 de diciembre de 2024.

Tras el regreso al poder en octubre de 2023 del primer ministro, Robert Fico. Su partido Dirección-Socialdemocracia consiguió la victoria electoral gracias a una plataforma que combinaba el sentimiento prorruso con una retórica antiamericana y euroescéptica, lo que condujo a cambios sustanciales en la orientación de la política exterior de Eslovaquia. Bajo el liderazgo de Fico, Eslovaquia implementó varios cambios de política controvertidos que incluyeron la terminación de la ayuda militar a Ucrania, una marcada oposición a las sanciones de la Unión Europea contra Rusia, la promesa de bloquear la posible membresía de Ucrania en la OTAN y la sugerencia de la retirada de Eslovaquia de la Unión Europea y la OTAN.
El 15 de mayo de 2024, Fico recibió un disparo y resultó gravemente herido durante un intento de asesinato llevado a cabo por Juraj Cintula, de 71 años, quien declaró que actuó principalmente debido a la oposición del gobierno de Fico a la asistencia militar a Ucrania durante la invasión rusa de Ucrania.  Tras su recuperación, el 5 de junio de 2024, Robert Fico publicó en Internet un discurso pregrabado de 14 minutos de duración en el que calificaba al aspirante a asesino de «activista de la oposición eslovaca» que se había convertido en un «mensajero del mal y del odio político» creado y descontrolado por la «oposición fracasada y frustrada». Fico afirmó que la oposición política de izquierda mostró «excesos violentos u odiosos» contra su gobierno elegido democráticamente por la creencia de que una política exterior centrada en Occidente era el único enfoque aceptable, especialmente en relación con la guerra ruso-ucraniana, creyendo que el «derecho a tener una opinión diferente ha dejado de existir en la Unión Europea».
El 12 de junio, el gobierno de Fico dio a conocer una serie de medidas para incrementar la seguridad de los políticos y otras personas importantes en respuesta al intento de asesinato. Estas medidas incluían la prohibición de protestas frente a las residencias de los políticos y a menos de 50 metros de la sede del gobierno y la presidencia, la asignación de residencias de larga duración para el presidente, el primer ministro y el presidente del Consejo Nacional, y seguridad para los líderes de todos los partidos políticos en el Consejo Nacional, el fiscal general y el jefe del Tribunal Constitucional. Las propuestas fueron aprobadas por el Consejo Nacional el 27 de junio y entrarán en vigor el 15 de julio. Los grupos de oposición y Amnistía Internacional criticaron las medidas como un intento de limitar el derecho de reunión.
Además, el gobierno eslovaco enfrenta posibles ramificaciones económicas por el cese del tránsito de gas ruso causado por el endurecimiento de las sanciones de Ucrania contra Lukoil, la mayor empresa petrolera privada de Rusia. Esto incluyó la prohibición de suministros de petróleo a Lukoil y la cesión de sus obligaciones contractuales de suministro de petróleo a Hungría y Eslovaquia a través del oleoducto Druzhba a otras empresas. Estas medidas provocaron unas pérdidas anuales estimadas en unos 500 millones de euros en tarifas de tránsito para Eslovaquia. Esto provocó un mayor antagonismo por parte de Fico hacia el gobierno de Ucrania y más demandas para detener las sanciones europeas y la ayuda militar.
El 31 de diciembre de 2024 expiró el acuerdo de cinco años firmado en 2019 sobre el tránsito de gas natural ruso a través de Ucrania. Al día siguiente, la presión en el GTS disminuyó gradualmente y a las 07:00 (UTC+2) finalmente se cerró la válvula en la estación cercana a la ciudad de Sudzha, en la región de Kursk. A pesar de que Ucrania anunció su intención de negarse a renovar el contrato de tránsito de gas con Gazprom durante la disputa de gas ruso-moldava en 2021-2023 y Robert Fico tuvo tiempo suficiente para garantizar la independencia energética de Rusia y diversificar los suministros de gas, lo desperdició. Como resultado, estas acciones dieron lugar a pérdidas anuales estimadas en aproximadamente 500 millones de euros en tarifas de tránsito para Eslovaquia. Esto provocó un mayor antagonismo por parte de Fico hacia el gobierno de Ucrania y más demandas para detener las sanciones europeas y la ayuda militar.
Las encuestas de opinión para las próximas elecciones parlamentarias eslovacas muestran una disminución del apoyo al gobierno y un aumento del apoyo a los partidos de oposición, con Eslovaquia Progresista a la cabeza. Según encuestas recientes, la oposición podría formar una estrecha mayoría gubernamental.

## Desarrollo
Las protestas se produjeron en medio de una creciente tensión política después de que el primer ministro Fico presentara acusaciones de un posible intento de golpe de Estado. Citando un informe clasificado del Servicio de Inteligencia Eslovaco (SIS), Fico afirmó que su oposición política estaba coordinando con entidades extranjeras para orquestar el derrocamiento de su gobierno a través de la desobediencia civil planificada, incluyendo ocupaciones de edificios gubernamentales, bloqueos de carreteras y huelgas a nivel nacional. Los líderes de la oposición y los organizadores de las protestas de Paz para Ucrania rechazaron categóricamente estas acusaciones, calificándolas de intentos de intimidar a la población eslovaca. Los críticos señalaron que la dirección del SIS mantenía estrechos vínculos con los aliados políticos de Fico
Las primeras protestas contra las políticas prorrusas del gobierno de Robert Fico se desencadenaron el 4 de enero de 2025, surgidas del descontento que generaron las recientes reuniones del presidente eslovaco con su homólogo ruso Vladímir Putin en los sectores más europeístas de la sociedad eslovaca, unas 4000 personas se manifestaron en la capital Bratislava para mostrar su oposición contra los recientes acercamientos del gobierno eslovaco con Rusia, los manifestantes veían las reuniones de Robert Fico con Vladímir Putin como un acto contrario a los intereses del país y de sus aliados europeos.
El 10 de enero de 2025, la organización Paz en Ucrania coordinó manifestaciones en toda Eslovaquia, y la líder de la protesta, Lucia Štasselová, condenó la visita a Moscú por ser fundamentalmente incompatible con los valores democráticos. Las protestas contra Fico también surgieron en países vecinos, entre ellos Praga (República Checa) y Cracovia (Polonia).
El 24 de enero de 2025, las protestas centradas en Bratislava atrajeron a unos 60.000 participantes, según los recuentos de los organizadores. Los manifestantes expresaron su oposición mediante diversos lemas que enfatizaban la identidad europea de Eslovaquia, incluido «Eslovaquia no es Rusia, Eslovaquia es Europa» y pedían la dimisión de Fico. Paz para Ucrania anunció planes para continuar las manifestaciones y programó la próxima gran protesta para el 7 de febrero de 2025.